# Râul Bădeni, Arieș
Râul Bădeni este un afluent de dreapta al râului Arieș. 